# Troy Castaneda
Troy Castaneda (* 15. November 1989 in Mountain View) ist ein US-amerikanischer Automobilrennfahrer.

## Karriere
Castaneda begann seine Motorsportkarriere 2005 im Kartsport und blieb bis 2006 in dieser Sportart. 2007 wechselte er in den Formelsport und trat in der Formel Russell an. Er gewann drei Rennen und wurde Vierter in der Fahrerwertung. 2008 nahm Castaneda an zwei Rennen in Europa in der italienischen Formel Master teil. 2009 startete er in der Jim Russell Racing Drivers School Championship und kehrte darüber hinaus für diese und die nächste Saison in den Kartsport zurück.
2011 testete Castaneda in der Indy Lights für Bryan Herta Autosport. Er erhielt schließlich ein Cockpit für das erste Indy-Lights-Rennen der Saison 2012 bei Bryan Herta Autosport. Bei diesem erreicht er den neunten Platz und wurde schließlich für ein weiteres Rennen unter Vertrag genommen. Im weiteren Saisonverlauf kam er nicht mehr zum Einsatz. Er wurde 19. in der Fahrerwertung.

## Sonstiges
Neben seiner Karriere im Motorsport arbeitet Castaneda als Model.

## Karrierestationen
| - 2005–2006: Kartsport - 2007: Formel Russell (Platz 4) | - 2008: Italienische Formel Master (Platz 13) - 2009: Russell Racing Drivers School (Platz 14) | - 2009–2010: Kartsport - 2012: Indy Lights (Platz 19) |